# NGC 7787
NGC 7787 (другие обозначения — PGC 72930, UGC 12849, MCG 0-1-5, ZWG 382.3, IRAS23535+0016) — галактика в созвездии Рыбы.
Этот объект входит в число перечисленных в оригинальной редакции «Нового общего каталога».